# Christian Rüdiger
Christian Rüdiger eller Rudig, född på 1600-talet, död 16 april 1731 i Jönköpings Kristina församling, Jönköping, var en svensk orgelbyggare.

## Privatliv
Christian Rüdiger nämns 1702 som en orgelbyggare från Stettin. Rüdiger bodde från 1713 på Orgelbyggargården nummer 26, fjärde kvarteret i Jönköping. Rüdiger avled 1731 i Jönköping.

### Familj
Rudiger var gift med Maria Berg (död 1746). De fick tillsammans sönerna Johan Rüdiger och Petter Rüdiger. Petter följde i sin fars fotspår och blev själv orgelbyggare; han renoverade orgeln i Varnhems kyrka omkring 1734 och reparerade orgeln i Skövde kyrka sommaren därpå.

## Orgelverk
| År        | Ursprunglig kyrka   | Stift | Bild | Manualer | Pedal | Stämmor | Bevarad orgel/fasad | Övrigt |
| --------- | ------------------- | ----- | ---- | -------- | ----- | ------- | ------------------- | --- |
| 1725–1727 | Södra Fågelås kyrka | Skara |      |          |       |         |                     | Orgeln kostade 400 daler (stoffering och målning färdigställs två år senare av Neuwerdt). Organisten på Visingsö avsynade arbetet. Orgeln såldes 1857 till Hössna kyrka. 1857 såldes orgeln till Hössna kyrka. |

### Reparationer
| År   | Ursprunglig kyrka         | Stift     | Bild | Manualer | Pedal | Stämmor | Bevarad orgel/fasad | Övrigt |
| ---- | ------------------------- | --------- | ---- | -------- | ----- | ------- | ------------------- | --- |
| 1702 | Tranemo kyrka.            | Göteborgs |      |          |       |         |                     | |
| 1718 | Slottskapellet, Jönköping | Växjö     |      |          |       |         |                     | |
| 1718 | Bjurums kyrka             | Skara     |      |          |       |         |                     | 1718 reparerade han orgeln i Bjurums kyrka, troligtvis genom att sätta in en oktavcymbel I i orgeln istället för Regal 8'. Orgeln hade byggts ca 1643–1651 av Nicolaus Manderscheidt och står idag på Skara länsmuseum. |
| 1725 | Skärstads kyrka           | Växjö     |      |          |       |         |                     | |
| 1729 | Carl Gustafs kyrka        | Lunds     |      |          |       |         |                     | Reparation. |

## Medarbetare
- 1715 - Lärogosse utan namn.
- 1716 - Jonas. Han var lärogosse hos Rüdiger.
- 1719 - Johan. han var gesäll hos Rüdiger.